# Newark Liberty nemzetközi repülőtér
A Newark Liberty nemzetközi repülőtér (IATA: EWR, ICAO: KEWR) az Amerikai Egyesült Államok egyik jelentős nemzetközi repülőtere. Egyike New York három nagy repülőterének. 2017-ben egyike volt a világ második legnagyobb repülőtérrendszerének. Éves utasforgalma 43 402 059 fő (2022).

## Futópályák
A repülőtér futópályái:
- 04L/22R (11 000 ft, 150 ft, aszfalt)
- 04R/22L (10 000 ft, 150 ft, aszfalt)
- 11/29 (6726 ft, 150 ft, aszfalt)

## Forgalom
Az utasforgalom az elmúlt években az alábbi módon változott:
| Utasok száma | 834 916 | 28 576 586 | 22 255 002 | 28 019 984 | 33 622 686 | 31 893 149 | 33 424 110 | 35 016 236 | 46 065 175 | 49 160 546 |
|              | 1949    | 1985       | 1990       | 1994       | 1999       | 2004       | 2009       | 2013       | 2018       | 2023       |